# ロバート・チャップマン (牧師)
ロバート・クレバー・チャップマン（Robert Cleaver Chapman、1803年4月1日 – 1902年12月6日）は、デンマーク生まれのイギリスのプロテスタント牧師、伝道者。「愛の使徒」として知られた。

## 生涯

### 幼少期
1803年、ロバート・チャップマンは、デンマークのヘルシンゲルに生まれた。
彼の家族はヨークシャーのウィットビーからデンマークに移住してきた裕福な商家であり、英国国教会に所属していた。ロバートはデンマークにいる間は母から教育を受け、イギリスへ家族とともに帰郷してからは、ヨークシャーの寄宿学校に学んだ。

### ロンドン時代
その後、ロバートは15歳の年にロンドンへ引越しし、法律事務所で見習いとして働き始めた。そして見習いを始めてから5年後の1823年にロバートは正式に弁護士となった。また同年、ロバートはジョン・ストリート礼拝堂にてジェームズ・ハリントン・エヴァンズの説教を聞いて福音に出会い、回心した。エヴァンズは牧師補であったが、非国教会的な思想の持ち主で、教派に縛られない自由な発想で活動を行っていた。
ロバートは信仰にめざめ、エヴァンズの思想に触れたことをきっかけに、ロンドンの貧しい人々のもとへ訪問し、援助を行うようになった。しかしその一方でロバートは当初、弁護士として活躍していたために、豊かな生活を送る名士の一員としてみなされていたが、ロバートの考えを理解しない友人たちは彼の変化に付いていけず、彼に寄り付かなくなっていった。だが、ロバートのいとこの夫、パグスレーはロバートに影響を受けて信仰に目覚めるとともに、バーンスタプルの貧しい人々のために活動を始めた。なお、パグスレーも弁護士であった。また1831年、ロバートはこのバーンスタプルの地に招かれ、地域住民のために伝道を行いもした。
そしてロバートは再びロンドンに戻ると、自分の時間すべてをキリスト教の伝道活動に捧げるべく召命されているとの確信を抱くようになり、また、弁護士という自らの職業に潜む幾つかの点が、自らの信仰にとって快いものではなくなってきていることに気付くようになった。こうして1832年、ロバートはバーンスタプルにあるエベネツァー改革バプテスト教会の牧師に招かれる機会を得たことをきっかけに、お金儲けもできて社会的にも出世できたはずの弁護士の職を手放し、彼は正式にその教会の牧師となった。

### バーンスタプル時代
エベネツァー改革バプテスト教会の牧師となったロバートであったが、彼はひとつだけ、活動の条件を教会側に申し出た。それは、教会は聖書に記されたことにのみ従うべきであり、いかなる教派的な信条や信念にも従ってはならない、というものであった。当時、浸礼によるバプテスマを受けていない信者について、バプテスト教会は信者として受け入れないという教派的姿勢を示していたが、ロバートはこの姿勢に異議を唱え、キリストを信じる者すべてに教会は開放されているべきだと主張した。この彼の考え方は、当時、伝道者として最前線で活動していたアンソニー・ノリス・グローブスの考え方と類似しており、後にブレザレン運動にも影響を与える。
ロバートのこの超教派的姿勢には反対する者も教会内に存在したが、彼が粘り強く聖書に基づいて説得を行ったため、やがてエベネツァー改革バプテスト教会のうちに、教派に縛られないキリスト者の集まりが生まれた。さらに、一人の人間が支配する教会ではなく、万人司祭の考えを具現化する集まりを目指すべきこと、そして牧師職に付随して生じる俸給も拒否すべきこともロバートは提案し、ロバートは無給で伝道を続けた。日々の生活に必要なものについては、神が用意してくれるという強い信念をロバートは持ち続け、彼は一生独身で暮らしていた。また、ロバートは自らの考えを教会員全体に強制することがなかったことでも知られる。

### プリマス・ブレザレン運動
ロバートは、バーンスタプルの教会で伝道の成果をあげ始めていたころ、ブリストルで伝道活動を行っていたジョージ・ミュラーと知り合った。その後、ロバートもミュラーとともにプリマス・ブレザレン運動へ関与していくこととなり、運動内でも影響力のある人物とみなされるようになった。そしてロバートの伝道への熱意、そして人々に対するあわれみの心は、貧しい人々への援助につながり、多くの人から彼は愛され、人々を回心させた。ロバートはあまりにも有名になったので、手紙に「イングランド、愛の大学、R.C.チャップマン」と宛先を書くだけで、彼のもとに正確に手紙が届いたほどであった。また「愛の使徒」という言葉で彼のことを表現することもあった。さらにチャールズ・スポルジョンも、「自分の知るなかで最も聖なる人物」とロバートのことを評した。
しかしながら、プリマス・ブレザレンは活動当初においては、教職制度の否定や、教派に縛られないことなどを謳っていたが、活動を進めるうちにメンバー間での教理の統一が図れないことから大きな議論・仲違いを招く事態に陥った。特に閉鎖的・教派主義的傾向を強めていったジョン・ダービが、ベンジャミン・ウィルズ・ニュートンと論争したことが大きく影響し、1848年にオープン・ブレザレン（他の教派に対して穏健な態度を取り、信徒同士の交流も行なっているグループ。）とエクスクルーシブ・ブレザレン（教義理解を共有するグループ以外とは、たとえブレザレン同士でも、一切交流を持たない排他的なグループ。）とに分裂してしまった。 なおロバートは、プリマスブレザレンの間で大きな議論の対象となった、携挙の捉え方については、部分的携挙の考え方に立っていたことで知られる。部分的携挙とは、患難前に携挙される信徒もおれば、患難後に携挙される信徒もいる、という考え方である。
1848年に起こったプリマス・ブレザレンの内部分裂後、ロバートはオープン・ブレザレンの側に立ったものの、ジョン・ダービらのエクスクルーシブ・ブレザレンの集まりについて、「エクスクルーシブ（閉鎖的）」という名で呼ぶことを意識的に避け、「いとしい、最愛の兄弟たち」であるとか、「彼らの良心が私との交わりを拒絶し、私を遠ざけた兄弟たち」という名前で呼ぶことで愛の心を示し、セクト主義が教会にもたらす害悪を最後まで取り除こうと努めた。しかし一方、ダービのエクスクルーシブ・ブレザレンの支持者たちは、オープン派のロバートのことを侮蔑したりして、ロバートからの愛を踏みにじった。
だが、ブレザレンの分裂騒動にも振り回されず、ロバート・チャップマンは開かれた教会を目指して晩年まで伝道活動を続けたことで、人々から愛され、人々に大きな影響を与えたとともに、彼は日々祈りの生活を送って過ごした。